# Venusfigurinen

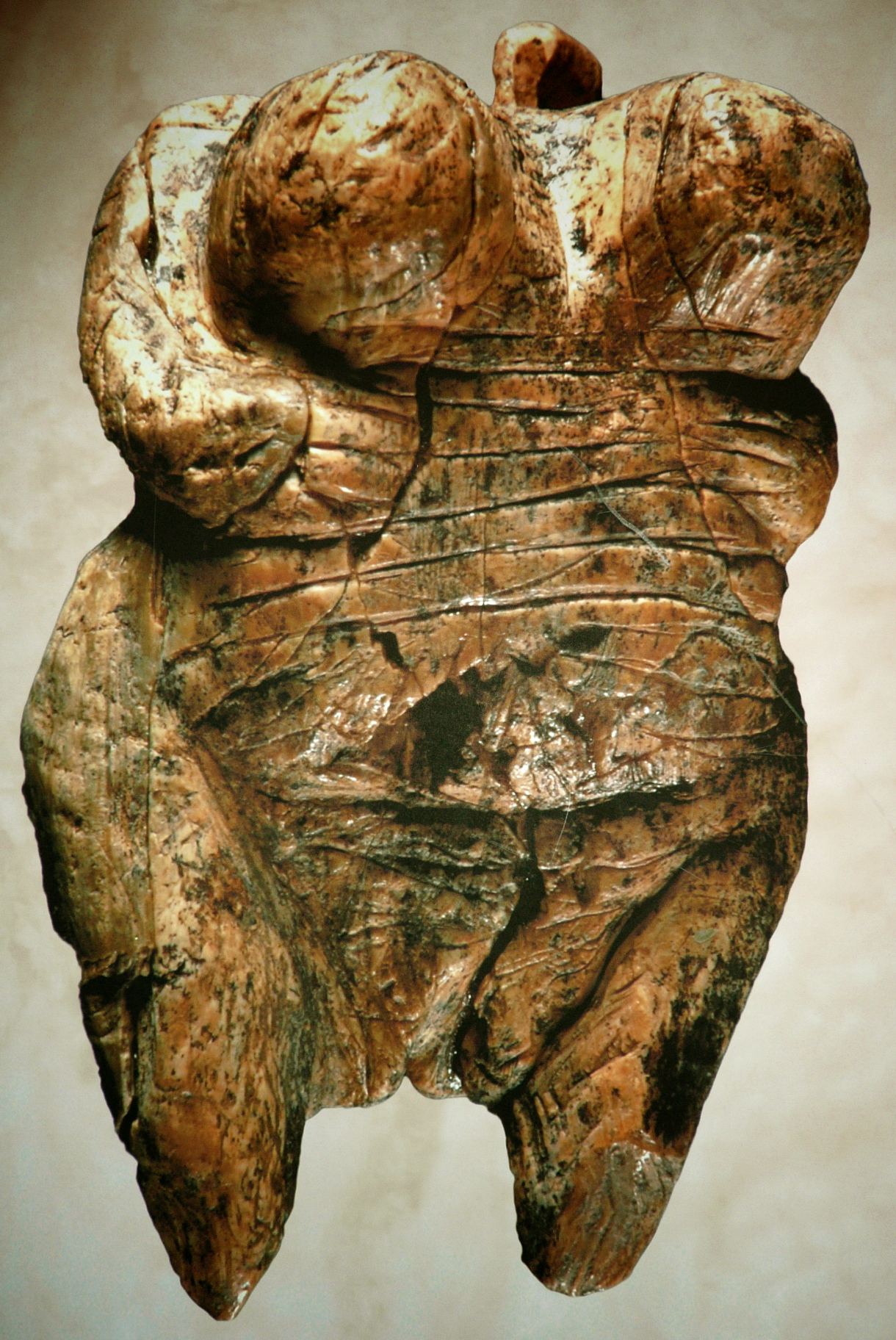
Venus vom Hohlefels

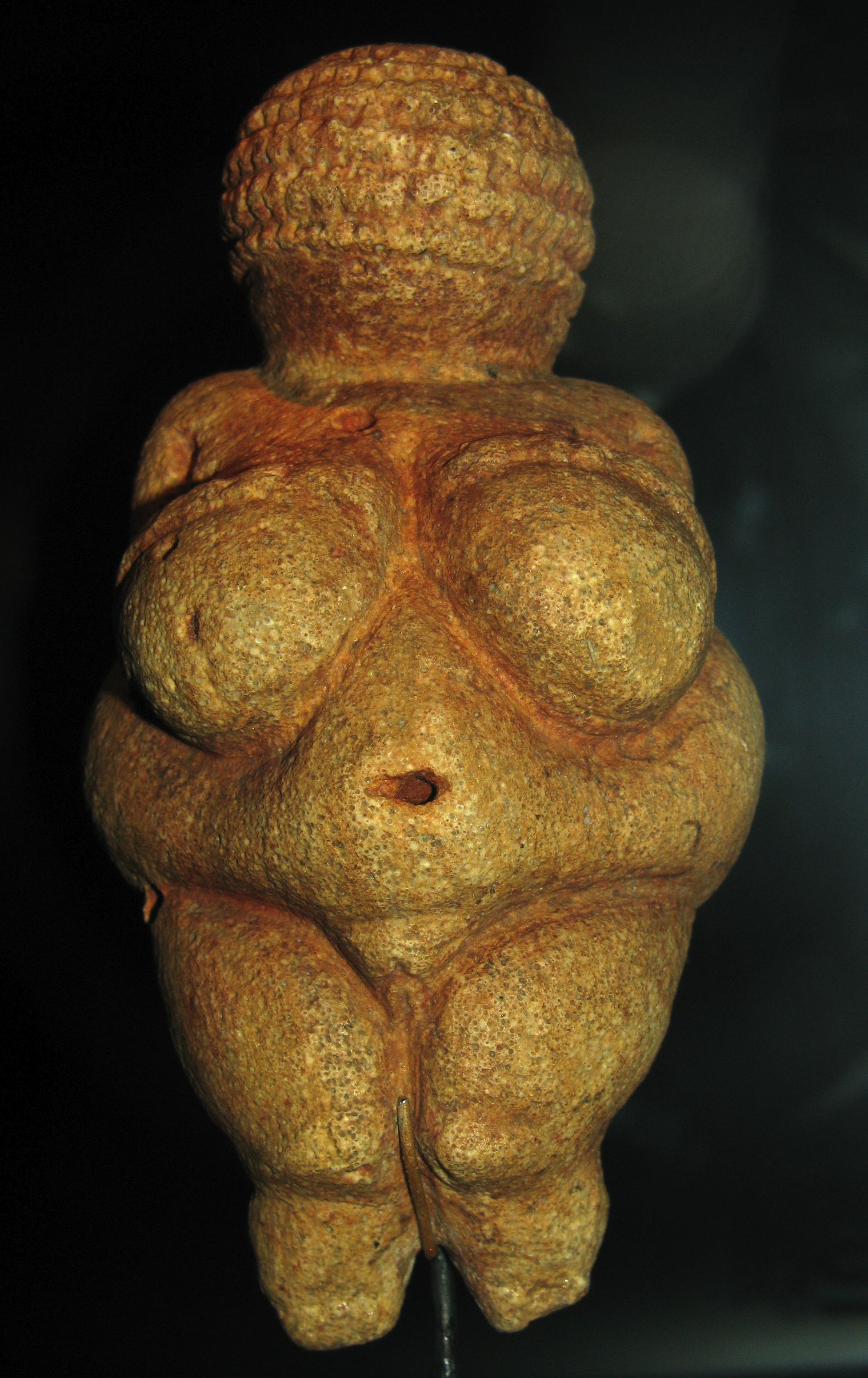
Venus von Willendorf

Als Venusfigurinen werden kleine Statuetten weiblicher Körper bezeichnet, die in archäologischen Siedlungen des Jungpaläolithikums gefunden wurden. Heute wird von Archäologen meist die Bezeichnung „Frauenstatuetten“ bevorzugt. Diese jungpaläolithischen Kleinkunstwerke stammen vorwiegend aus dem jüngeren Gravettien Eurasiens (in Niederösterreich und Mähren auch als Pavlovien bezeichnet) oder aus dem mittleren bis jüngeren Magdalénien (in Mittel- und Westeuropa). Die Mehrzahl der Figurinen ist zwischen 28.000 Jahren (24.000 14C-Jahre) und 12.000 Jahren alt. Die Venus vom Hohlefels und die Venus vom Galgenberg stammen aus dem Aurignacien und sind mindestens 35.000 Jahre alt. Während der Späteiszeit waren sie über das gesamte damals eisfreie Europa verbreitet. Neben einer Fülle von Gravierungen in Felsgestein und Schiefer – z. B. in Gönnersdorf bei Neuwied – kennen wir heute über 130 Plastiken, die u. a. in Russland (sowohl in europäischen als auch sibirischen und asiatischen Regionen), Ungarn, der Tschechoslowakei, in Österreich, Italien, Deutschland und Frankreich entdeckt wurden. In der Regel werden sie einerseits als Fruchtbarkeitssymbole gedeutet, andererseits auch als die Darstellung einer Göttin.

## Begriffsgeschichte

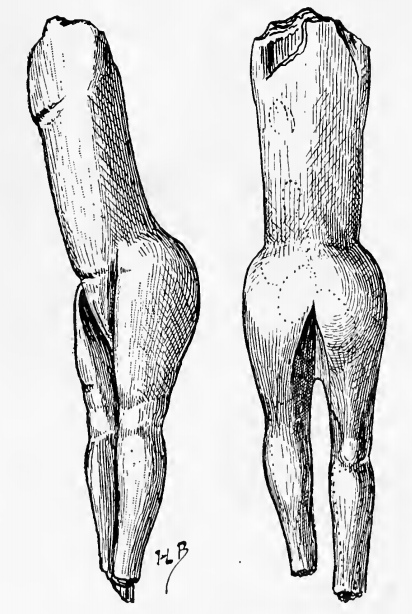
Venus impudique

Der Genrebegriff Venus war in der europäischen Kunstgeschichte lange vor dem 19. Jahrhundert etabliert, wie bei der antiken Aphrodite von Knidos, der 1820 gefundenen Venus von Milo oder dem Gemälde Venus von Urbino von Tizian. Er wurde für die Altsteinzeit im Jahre 1864, nach dem ersten Fund einer Frauenstatuette, übernommen, die der Finder Marquis de Vibraye wegen ihrer Nacktheit Venus impudique (franz. ‚schamlose Venus‘) taufte. Die Statuette aus Mammutelfenbein wurde in Schichten des Magdaléniens am Abri Laugerie-Basse bei Les Eyzies-de-Tayac-Sireuil gefunden. Die Namensgebung spielte nicht auf die römische „Liebesgöttin“ an, sondern ist die Umschreibung vollständiger Nacktheit in der Ausdrucksweise des 19. Jahrhunderts. Er steht im Gegensatz zum kunstgeschichtlichen Begriff der Venus pudica (schamhafte Venus) für Frauenskulpturen der griechisch-römischen Antike, die ihre Scham meist verhüllten. Erst 1874 wurde mit der Venus vom Esquilin eine antike Skulptur gefunden, die – wie die altsteinzeitlichen Figurinen – ebenfalls vollständig nackt ist.

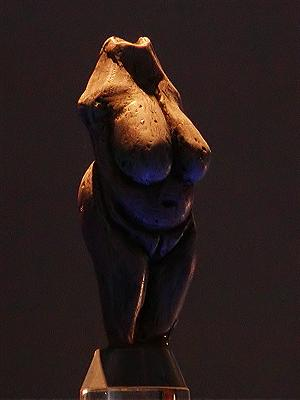
Venus von Moravany

Im Jahre 1894 verglich der französische Archäologe Édouard Piette die Anatomie der Vénus hottentote, einer zu Beginn des 19. Jahrhunderts zur Schau gestellten Hottentottenfrau Sarah Baartman, mit anatomischen Merkmalen der Venus impudique. Hintergrund war die Frage einer Einwanderung der paläolithischen Bevölkerung bzw. ein Vergleich mit lebenden, vermeintlich „primitiveren menschlichen Rassen“.
Mit der Venus von Willendorf, gefunden im Jahre 1908, wurde der Begriff Venus endgültig etabliert. Er wird seitdem für die meisten Neufunde von Frauenstatuetten verwendet, zum Teil unabhängig davon, ob diese vollständig nackt oder in Kleidung dargestellt sind, wie einige der Venusfigurinen von Malta.
Im Allgemeinen bezeichnet der Begriff paläolithische Figurinen, jedoch wird der zeitliche Rahmen manchmal auf das Neolithikum ausgeweitet. Dagegen spricht sich Bernhard Maier gegen die Ausweitung des Begriffs auf spätere Kulturen aus.

## Aussehen und verwendetes Material

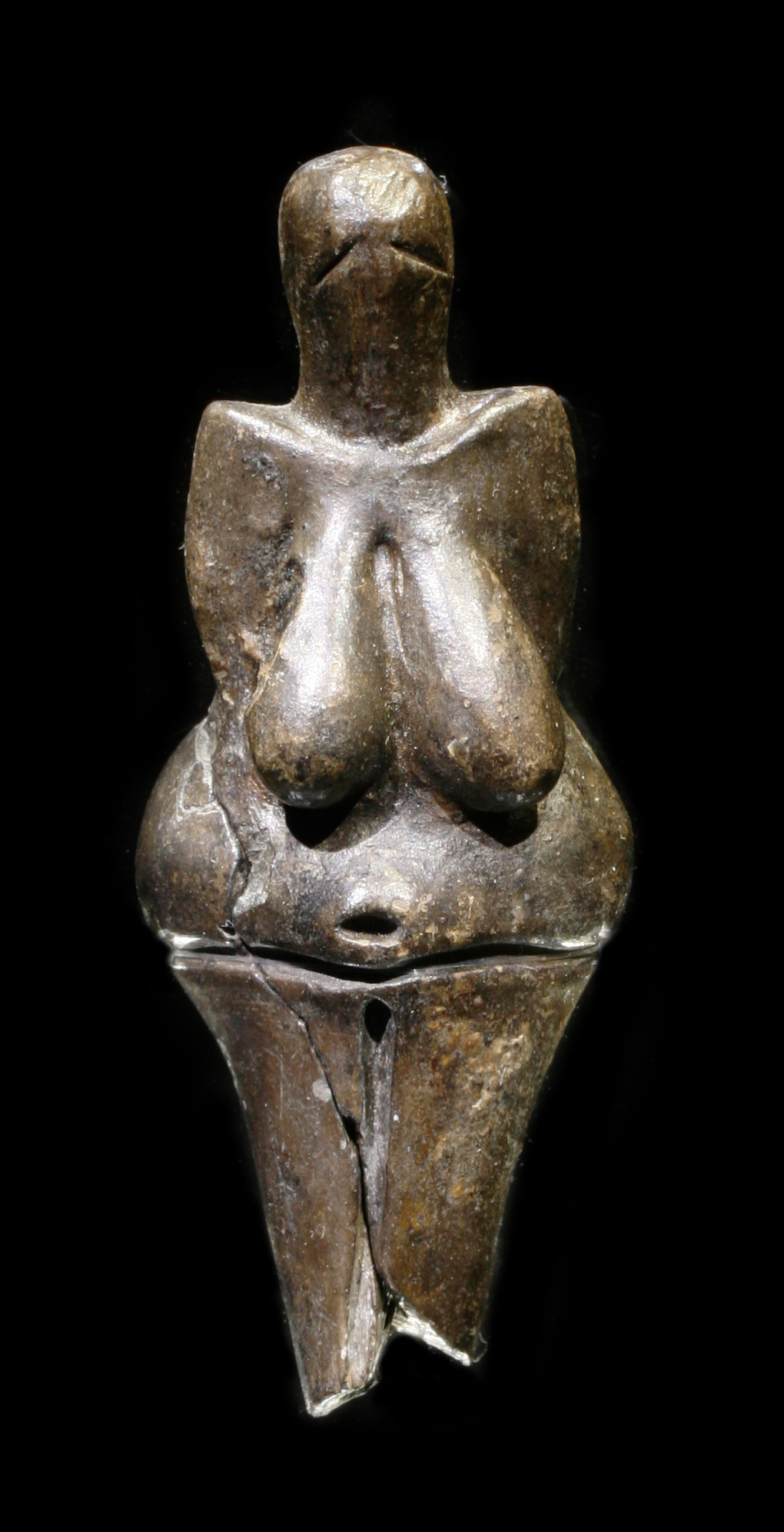
Venus von Dolní Věstonice

Die weitaus meisten der altsteinzeitlichen Figurinen stellen Frauen dar. Nur wenige Figurinen sind als männlich zu deuten bzw. sind geschlechtlich uneindeutig. Einige Figurinen zeigen stark ausgeprägte weibliche Merkmale mit besonderer Akzentuierung der Brüste und des Gesäßes. Auch Bauch und Schenkel wurden häufig überproportional dargestellt, so dass diese Figurinen heute entweder hochschwanger oder stark übergewichtig erscheinen. Andere Statuetten zeigen dagegen schlanke Frauen, so zum Beispiel mehrere Figurinen von Malta. Auffallend unkonkret ausgeführt oder bewusst weggelassen ist meist das Gesicht der Statuetten. Allerdings gilt das nicht für die Venusfigurinen von Malta, bei denen häufig das Gesicht gestaltet bzw. angedeutet ist.
Hergestellt wurden die Venusfigurinen aus Stein (z. B. Venus von Willendorf), Knochen oder Elfenbein (z. B. Venus vom Hohlefels, Lespugue, Moravany) oder Geweih (Venus des Harpons), sie wurden aber auch aus Ton und Lehm geformt und gebrannt (Venus von Dolní Věstonice). Letztere wurde auf ein Alter von 25 bis 29.000 Jahren geschätzt und stellt damit die weltweit älteste Figur aus Keramik dar. Die Figuren sind gewöhnlich kleiner als 10 Zentimeter. Mit 22,5 cm ist die Venus von Savignano eine der größten.

## Klassifikation
Henri Delporte hat eine einfache Klassifikation von altsteinzeitlichen Frauendarstellungen nach ihrer geographischen Herkunft vorgeschlagen, darunter Figurinen, Malereien und Reliefs. Er unterscheidet Frauendarstellungen:
- der Pyrenäen-Aquitanien-Gruppe (z. B. Venus von Lespugue, Venus impudique, Venus von Brassempouy, Venus von Sireuil, Venus von Tursac)
- der Italienischen Gruppe (z. B. Venus von Savignano, Venusfigurinen von Balzi Rossi (Grimaldi))
- der Rhein-Donau-Gruppe (z. B. Venus von Willendorf, Venus von Dolní Věstonice)
- der Russischen Gruppe (z. B. Venusfigurinen von Kostenki, Venusfigurinen von Avdeevo, Venusfigurinen von Gagarino, Venusfigurinen von Saraisk)
- der Sibirischen Gruppe (z. B. Venusfigurinen von Malta, Venusfigurinen von Bouret).

## Kulturelle Bedeutung
Die kulturelle Funktion dieser Objekte ist ungeklärt; im Gegensatz zu manchen männlichen Gegenstücken wurden sie nicht als Gebrauchsgegenstände genutzt. Die meisten Interpretationen lassen sich auf zwei Ansätze reduzieren, die einen Bezug zu magisch-spirituellen Praktiken herstellen. Demnach handelt es sich um Darstellungen zur Förderung der menschlichen Fruchtbarkeit durch Fruchtbarkeitssymbole oder um Abbildungen von Göttinnen (insbesondere Muttergöttinnen), auch eine Mischung beider Aspekte wird erwogen. Von populärwissenschaftlicher Seite wurde gelegentlich auch von „paläolithischen Pin-ups“ gesprochen. Ein Zusammenhang mit der Fruchtbarkeit von Feldern ist auszuschließen, da die Technik des Ackerbaus erst später entwickelt wurde. Interpretiert man jedoch die Überzeichnung der Formen als Fettleibigkeit, kann auch der Wunsch nach einer guten Nahrungsversorgung hinter den Figurinen stehen. Von einigen Autoren wurden sie als Hinweise auf eine matriarchalische Gesellschaftsorganisation gedeutet, doch gilt diese Interpretation in der Fachwissenschaft als unbelegt.
Die offensichtliche Steatopygie einiger Figurinen gab besonders in der ersten Hälfte des 20. Jahrhunderts Anlass zu Spekulationen, dass ein Zusammenhang mit Ethnien bestehen könne, wo diese Form des sogenannten „Fettsteißes“ häufiger vorkommt. Dies war zum Beispiel angeblich bei den Khoisan des südlichen Afrika der Fall. Derartige Spekulationen sind aus heutiger Sicht haltlos, da es keinerlei Hinweise für die Einwanderung der Gravettien-Bevölkerung aus dem südlichen Afrika gibt.

## Umstrittene Funde
Bezogen auf zwei Funde aus dem Altpaläolithikum, die Venus von Tan-Tan (Marokko) und die Venus von Berekhat Ram (Israel), herrscht ein wissenschaftlicher Streit zwischen Archäologen darüber, ob sie als reine Pseudoartefakte anzusehen sind oder intentionale Bearbeitungsspuren von Urmenschen aufweisen. Der australische Archäologe Robert G. Bednarik vertritt die These, dass Bearbeitungsspuren nachweisbar sind, die das ohnehin figurale Aussehen der Steine verstärken, und bezeichnet die Objekte als „Protofigurinen“.

## Belege
1. ↑  Christine Neugebauer-Maresch: Zum Neufund einer weiblichen Statuette an der Aurignac-Station Stratzing/Krems-Rehberg, Niederösterreich. In: Germania. Band 67, Mainz 1989, ISSN 0016-8874, S. 1–96.
2. ↑  Venus of Eliseevichi: Characteristics of Russian Figurine. Abgerufen am 21. August 2018.
3. ↑  So etwa Ellen Schöpf: Leben und Tod in der Kunst der präklassischen Indianerkulturen Mesoamerikas. Ein Beitrag zur Entwicklung des Todesverständnisses. Winter, 2009, S. 30: „Die Tradition der Venusfigurinen lässt sich in vielen Gebieten der Erde bis ins Neolithikum, d. h. bis über die Schwelle des Sesshaftwerdens hinaus, verfolgen.“
4. ↑  Bernhard Maier: Vorgeschichtliche Religionen: Quellen und Deutungsprobleme. In: Michael Stausberg (Hrsg.): Religionswissenschaft, de Gruyter, 2012 (Abschnitt zum Paläolithikum), S. 183–195, hier: S. 187.
5. ↑  H. Delporte: L’image de la femme dans l’art préhistorique, Éd. Picard (1993) ISBN 2-7084-0440-7.
6. ↑  Luce Passemard: Les statuettes féminines paléolithiques dites Vénus stéatopyges. Librairie Teissier, Nîmes 1938.
7. ↑  Bednarik, Robert G., 2003, The earliest evidence of paleoart. Rock Art Research, 20 (2), pp. 89–135. See S. 93 and 96. Bednarik, Robert G., 2010, “An overview of Asian palaeoart of the Pleistocene”, Congrès de l’IFRAO, septembre 2010 – Symposium : L’art pléistocène en Asie (Pré-Actes) IFRAO Congress, September 2010 – Symposium: Pleistocene art of Asia (Pre-Acts).